# 게오르게 포페스쿠
게오르게 "지커" 포페스쿠(루마니아어: Gheorghe "Gică" Popescu, 1967년 10월 9일 ~ )는 루마니아의 전 축구 선수로, 현역 시절 포지션은 수비수였다.

## 같이 보기
- A매치 100경기 이상 출전한 축구 선수 명단